# Boeckella shieli
Boeckella shieli là một loài động vật giáp xác trong họ Centropagidae. Loài này đang có nguy cơ tuyệt chủng cao.